# 인구 공동화 현상

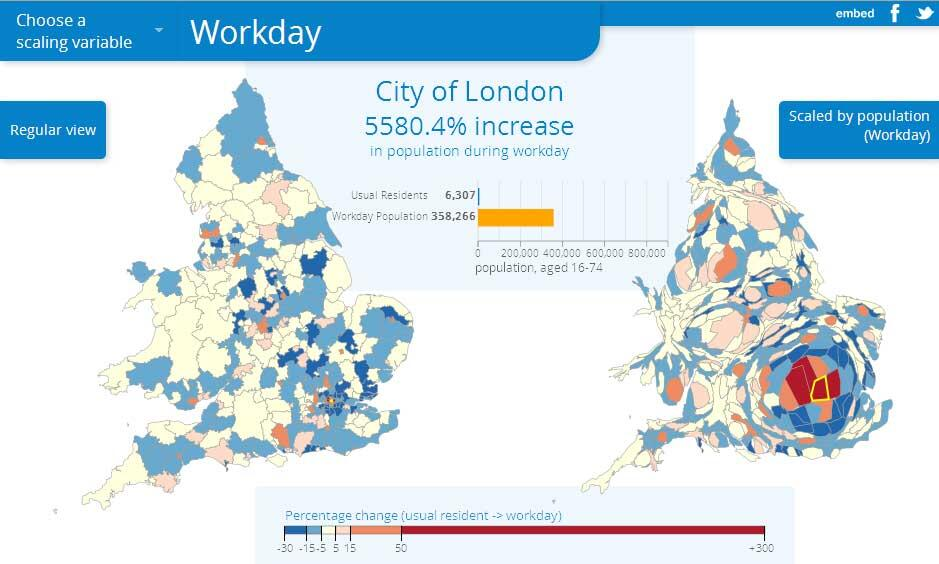
2014년 기준 영국 런던의 상주인구와 주간인구를 대비하여 보여주는 모식도

인구 공동화 현상(人口空洞化現象)은 일정한 지역에 거주하는 상주인구가 줄어드는 현상으로, 도심에서 발생하는 경우를 가리켜 특별히 도심 공동화 현상(都心空洞化現象)이라고도 부른다.

## 개념
인구 공동화는 특정한 지역의 상주인구의 총 숫자가 시간이 지남에 따라 절대적으로 줄어드는 현상만을 의미하는 것이 아니며, 그 분포가 인접지역에 비해 상대적으로 낮은 수준에 처하는 현상을 아우르는 개념이다. 도심 지역에서 인구 공동화 현상이 발생할 경우 인구밀도의 분포곡선을 입체화하여 그려볼 때 마치 도넛과도 같은 모양새가 된다고 하여 도넛화 현상(doughnut phenomenon)이라는 이름으로도 불린다.:599
도심 공동화는 특정 지역에 대해 오직 상주인구 또는 그 인구밀도의 절대적·상대적 하락만을 측정하는 개념이므로, 그 지역의 주거·업무 등 도심 기능의 종합적 쇠퇴 여부를 기준으로 판정되는 도심쇠퇴와는 같은 개념이라고 할 수 없다.:82 도심의 발전이 고도화됨에 따라 주거기능이 상업·업무기능으로 대체됨으로써 상주인구(常住人口)가 줄고 주간인구(晝間人口)가 늘어난다면, 이는 그 지역의 기능이 변화한 것일 뿐 쇠퇴라고 할 수는 없기 때문이다. 다만 상주인구의 감소는 그 지역에 대한 공공투자를 감소시켜 시설 노후화를 유발함으로써 연쇄적으로 도심쇠퇴로 이어질 수 있으므로, 도심 공동화는 인구 측면에서 도심쇠퇴를 의심할 수 있는 하나의 징후라고 할 수 있다.:39

## 이론
도심 공동화는 도시의 생애주기를 연구하는 도시생태학적 관점에서 볼 때 중심지의 도심 기능이 고도화됨에 따라 지가(地價)가 상승함으로써 이를 감당하기 어려운 주거기능이 축출되는, 도시발달 과정상의 불가피하고 자연스러운 현상처럼 여겨지기도 한다. 그러나 한편으로 상당수의 도심 공동화 현상들은 경제지리상의 집적 원리에 따라 자연스럽게 발생하는 것이 아니라 과밀화를 피하기 위해 도심 기능 자체를 분산시키려는 부도심·위성도시 개발 등의 의도적인 공공정책에 의해 유발되기도 한다.:83-85
실제로 미국, 유럽, 일본 등 도시화가 일찍부터 진행된 국가들에서 도심 공동화 현상은 대부분 1980년대 이후에 중단되었으며, 오히려 1990년대 이후에는 상대적으로 저렴한 지가를 좇아 도심의 인구가 다시 증가하며 그곳의 주거·상업기능이 더욱 활성화되는 젠트리피케이션 현상의 발생이 관측되고 있다. 이러한 현상을 겪는 대도시들은 다시금 도심의 기반시설에 대한 공공투자를 늘리고 있으며, 이는 지나치게 교외로 팽창되었던 도시권이 도심지를 중심으로 다시 집중·축소되는 도시권의 재구조화를 일으키고 있다.:602-603

## 참고문헌
- 이 문서에는 다음커뮤니케이션(현 카카오)에서 GFDL 또는 CC-SA 라이선스로 배포한 글로벌 세계대백과사전의 "도넛현상" 항목을 기초로 작성된 글이 포함되어 있습니다.

## 같이 보기
- 도심
- 교외화
- 도시쇠퇴
- 역도시화
- 젠트리피케이션